# Gont

Rys.2 Gont – przykładowe wymiary (długość, szerokość)

Rys.3 Gont – przykładowe wymiary (wysokość)

Rys.4 Gonty – przykładowe ułożenie dwuwarstwowe (dubeltowe)

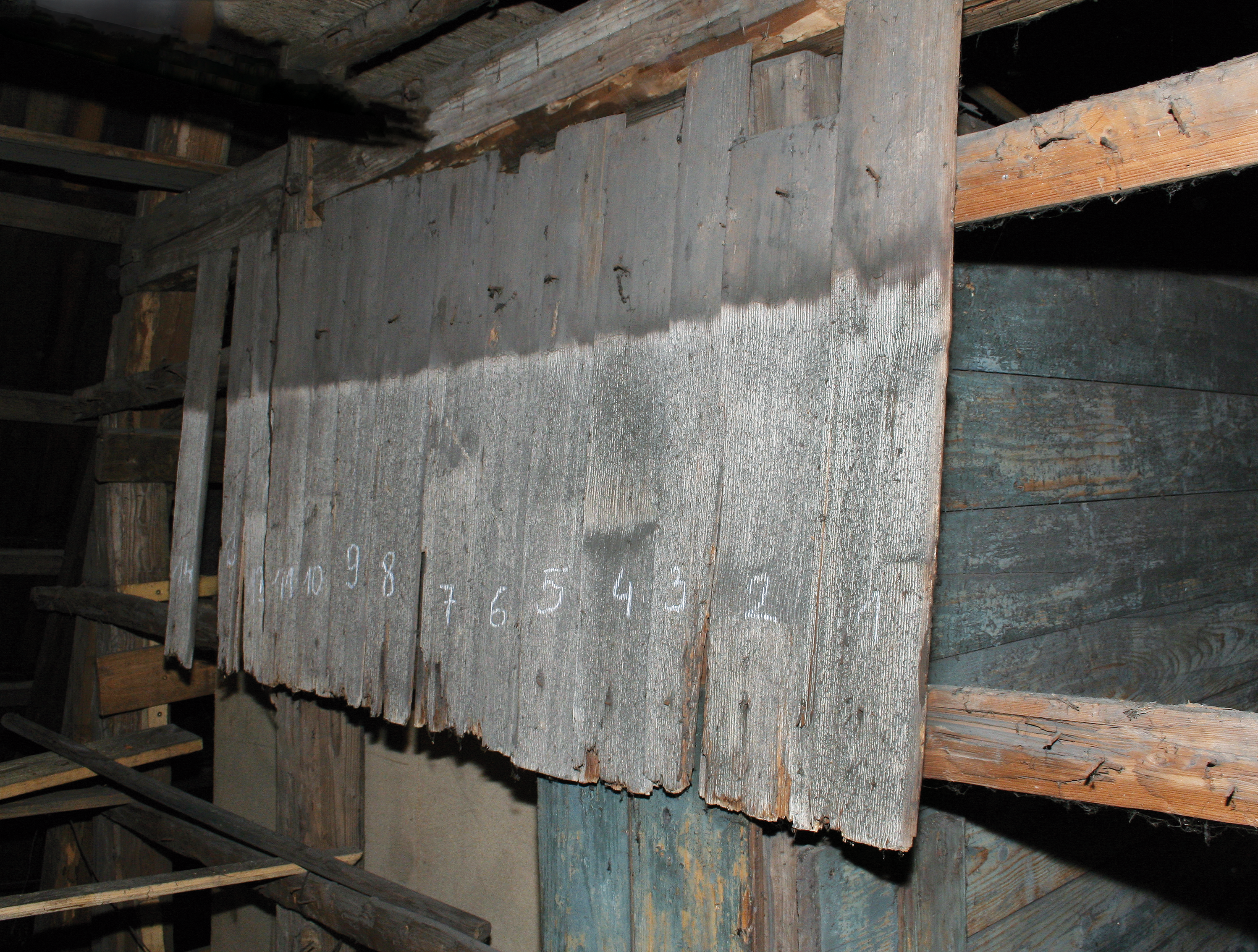
Najstarszy zachowany, datowany dendrochronologicznie na rok 1467 gont w Polsce, wykonany z drewna jodłowego. Kościół Wszystkich Świętych w Łaziskach. Fot. 2008

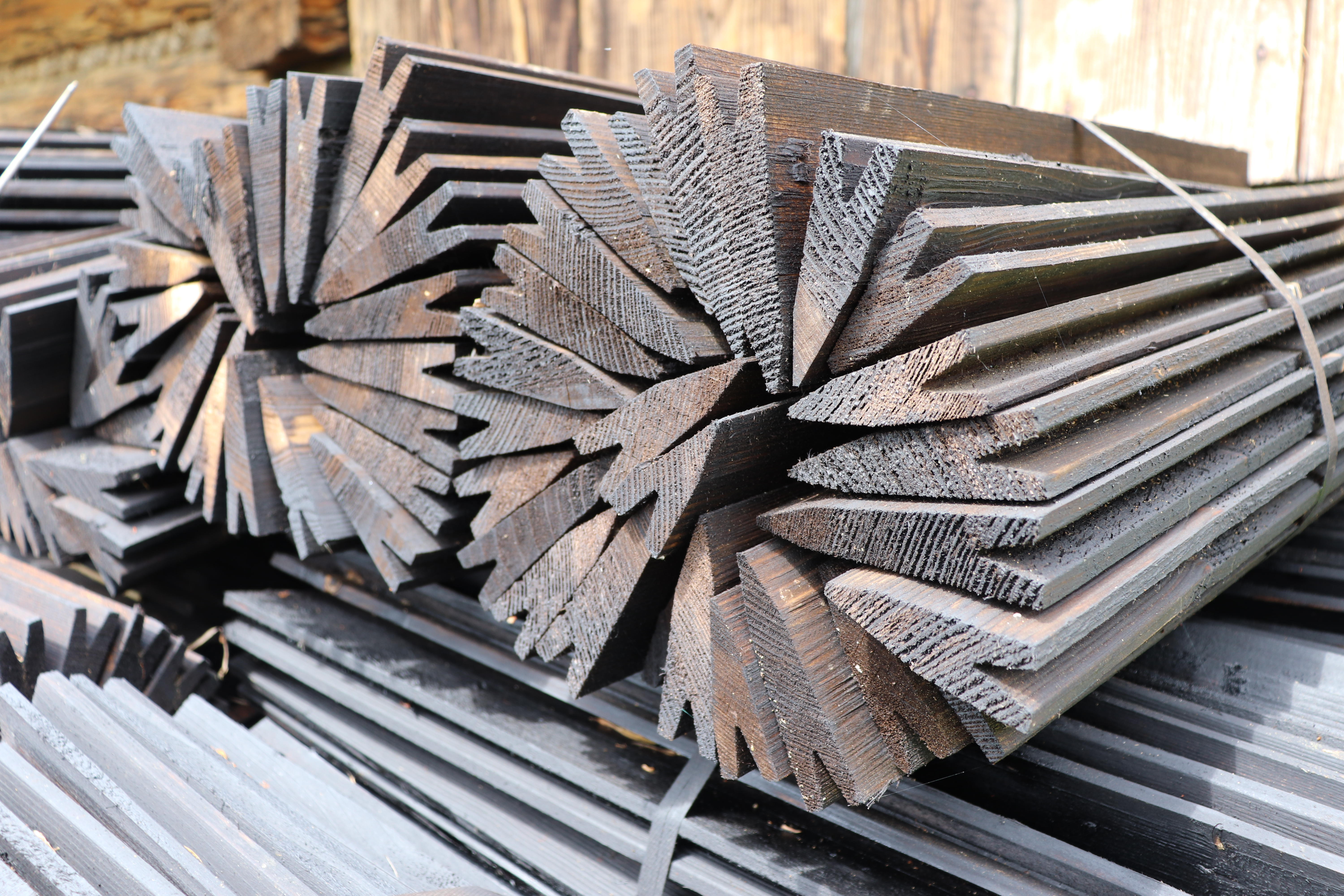
Gont - Skansen Wsi Pogórzańskiej w Szymbarku

Gont (inne nazwy: szkudły, na Śląsku Cieszyńskim: szyndzioł, na Kaszubach: szyndel) – drewniany materiał do wykonywania pokryć dachowych (również elewacyjnych). Jest to deseczka z drewna iglastego, o przekroju klina, z wpustem wzdłuż dłuższej krawędzi, łączona poprzez wsunięcie jednej deseczki w drugą.

## Opis
Rodzaje gontów:
- łupane (inaczej: szczypane, gwarowo: scypane)
- cięte

Gonty łupane produkowane są ręcznie, poprzez promieniste rozszczepienie siekierą kloca drewna, który rozpada się wzdłuż naturalnych włókien na deszczułki o trójkątnym przekroju. Deseczki takie mają szerokość od 7 do 14 cm (zależnie od średnicy pnia) i lekko falistą powierzchnię. Są one wygładzane ośnikiem, po czym w ich grubszej krawędzi przy pomocy struga o nazwie nutownik żłobi się rowek (wpust). Drewno używane do wyrobu gontów musi być dobrej jakości, nie powinno mieć sęków. Dlatego gonty szczypane wykonywano jedynie z bezsęcznych odcinków pnia pomiędzy kolejnymi okółkami gałęzi (co decydowało o ich maksymalnej długości od 60 do 70 cm). Gont łupany w związku z zachowaniem naturalnej struktury drewna jest bardziej odporny na warunki atmosferyczne niż gont cięty. Mankamentem gontów szczypanych jest ich wysoka cena, związana z ręczną produkcją.
Gonty cięte wykonuje się z desek tartacznych. Piła formatując równą deseczkę przecina surowiec przez jego naturalne włókna. Powoduje to, że gonty te pod wpływem zmiennych warunków atmosferycznych wypaczają się lub pękają, a pokrycie z nich wykonane ma mniejszą trwałość i jest mniej estetyczne.
Pokrywanie dachu polega na układaniu gontów na łatach, wciskaniu ostrej krawędzi jednego gonta we wpust drugiego i przybijaniu gontów do łat. Pierwotnie przybijano gonty drewnianymi kołkami (najlepsze były z drewna cisowego) tak, by kołek był później przykryty przez kolejny pas gontów. Obecnie przybija się gonty głównie ukrytymi w rowkach gwoździami (miedzianymi lub pokrytymi powłokami antykorozyjnymi). Aby woda deszczowa ściekająca po połaci dachowej nie przeciekała przez rowki, układa się gonty krawędziami z rowkami od strony zawietrznej i nieco pochyla ku dołowi. Krawędzie rowków każdego gontu schnąc zaciskają się na ostrej krawędzi sąsiedniej deszczułki, uszczelniając dodatkowo połączenie. Jeden pas ułożonych gontów na połaci dachowej nosi nazwę „szar”. Szczelność całego pokrycia gontowego zależy od ilości warstw gontów zachodzących na siebie. Zwykle proste połacie dachu układano dwuwarstwowo, natomiast pasma przyokapowe lub wygięcia połaci – trójwarstwowo. Kalenice zabezpieczano przez wysunięcie skrajnego górnego pasa połaci nawietrznej powyżej krawędzi grzbietu dachu.
Ułożenie pokrycia dachowego z gontów wymaga dużych umiejętności ciesielskich, zwłaszcza tam, gdzie ma ono tworzyć powierzchnie zakrzywione (w tzw. koszach). Wówczas każdy gont wymaga indywidualnego docięcia wzdłuż na kształt klina. Dzięki temu pokrycie nimi można dostosować do każdej formy dachu.
Przeciętna trwałość pokryć gontowych z gontów szczypanych wynosiła, w zależności od jakości materiału oraz ilości warstw (od 2 do 3), od 20 do 25 lat. Obecnie dzięki impregnacji drewna różnymi środkami chemicznymi trwałość ta może osiągać 30–40 lat, przekraczając nawet trwałość pokryć bitumicznych. Ciężar pokrycia gontowego dachu (nie licząc łat) wynosi od 40 do 50 kg/m².
Tereny, na których budowano pierwotnie w Polsce dachy kryte gontami pokrywają się dość dokładnie z obszarami naturalnego występowania dwóch głównych drzew iglastych, używanych do ich wyrobu, tj. świerka i jodły. Dlatego pokrycia gontowe nie występowały wcale lub pojawiały się tylko sporadycznie na Pomorzu Zachodnim, w Wielkopolsce i na Mazowszu. W innych rejonach Europy do wyrobu gontów stosowano również drewno modrzewiowe (np. w Skotnikach na Wyżynie Przedborskiej), wyjątkowo sosnowe.
Gonty były zawsze stosunkowo drogim materiałem, dlatego pokrywano nimi w pierwszym rzędzie dachy siedzib lokalnych feudałów, zamków, dworów szlacheckich itp. Osadnicy w wielu wsiach lokowanych na terenach leśnych mieli w zakresie ciężarów feudalnych obowiązek dostarczania swemu panu określonej ilości gontów (tradycyjną jednostką obliczeniową była kopa). Do końca XVIII w. (a miejscami i dłużej) powszechnie kryto gontami dachy domów w miastach, a jeszcze dłużej – dachy kościołów wszystkich wyznań, gdzie zastosowane rozwiązania konstrukcyjne nie pozwalały w wielu przypadkach na użycie innego pokrycia. Na terenach nizinnych, gdzie występował dostatek innych, tańszych materiałów (słoma, trzcina), w zabudowie wiejskiej gontów prawie nie stosowano. Odmiennie sytuacja przedstawiała się na terenach górskich, gdzie wobec braku odpowiedniej słomy żytniej i dostatku drewna krycie gontem i dranicami przetrwało aż do czasu wprowadzenia nowszych pokryć z papy, blachy, eternitu i in.
Obecnie gontowe pokrycia dachów na nowych budowlach spotyka się najczęściej na terenie Karpat, przede wszystkim na Podhalu, gdzie są cechą stylu zakopiańskiego w architekturze. Największą w Europie powierzchnią współczesnego dachu krytego gontem (6000 m²) do roku 2012 był dach Domu Turysty im. Mariusza Zaruskiego w Zakopanem. Dla porównania suma powierzchni krytych gontem w XIV-wiecznym kościele pw. Marii Panny w Haczowie to ok. 15000 m².
Pod koniec XX wieku wprowadzono także materiały bitumiczne do wykonywania pokryć dachowych o nazwie „gonty papowe” lub „gonty bitumiczne”. Wykonane są z papy, przycinane do kształtu ułożonych w rzędzie dachówek.
Specjalną odmianą gontów są kaszubskie szyndle, zwane też szyńdami. Są one bardzo cienkie (5 mm), ale też bardzo trwałe, ponieważ nie są cięte wzdłuż słojów, a pod kątem. Z tego powodu sprawiają wrażenie, jakby były zbudowane z małych deseczek. Dobrze ułożony dach ma czasami nawet cztery warstwy takich szyndli.